# Ernesto De Fiori
Ernesto De Fiori (Roma, 12 dicembre 1884 – San Paolo, 24 aprile 1945) è stato uno scultore, pittore e architetto italiano naturalizzato tedesco.

## Biografia

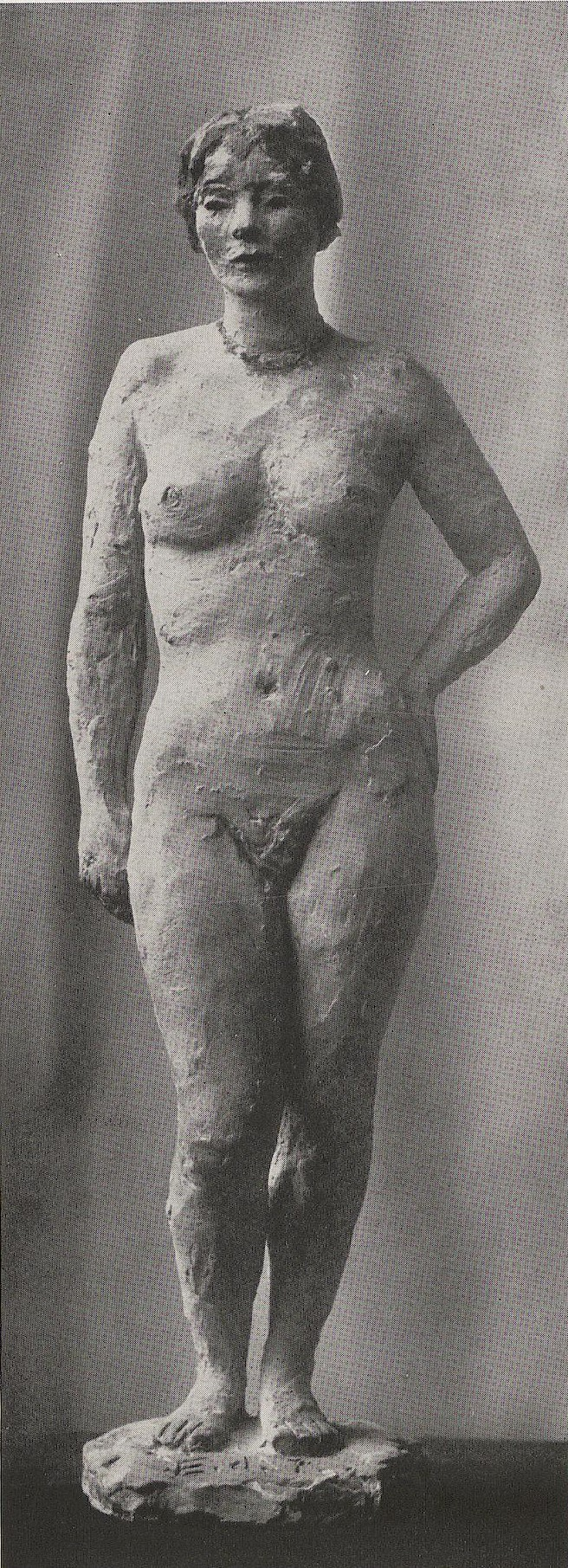
Mädchen, circa 1928

Figlio di Roberto, giornalista e di Maria Unger, austriaca-tedesca, Ernesto De Fiori si interessò precocemente alle arti figurative e iniziò a studiare a Monaco di Baviera sotto la guida di Otto Greiner. Rientrato a Roma nelle sue opere d'esordio evidenziò elementi espressionistici.
Ben presto, dopo un soggiorno parigino si avvicinò alla scultura grazie agli insegnamenti di Hermann Haller e svolse la parte centrale della sua carriera proprio in Germania.
Nelle prime sculture quali la Figura femminile accovacciata, la Figura femminile con le mani sui fianchi (1911) si ispirò ad Aristide Maillol e alle sculture di Pierre-Auguste Renoir e alle nervose semplificazioni di Edgar Degas, ma contemporaneamente De Fiori si avvicinò alla plastica cubista, interessato soprattutto alla forma pura.
Nel 1914 partecipò al Salon des Indépendants a Parigi e alla prima Esposizione libera futurista alla galleria Sprovieri di Roma.
Dopo aver partecipato alla prima guerra mondiale nel primo dopoguerra ottenne successi e consensi partecipando a molte esposizioni in Svizzera, in Germania, in Belgio, caratterizzandosi per una certa peculiarità e originalità, impregnata da una base espressionista ed antinaturalista, come mostrato nelle teste-ritratto Karina-Ari (1922), Jack Dempsey (Vienna, Staatsgalerie), Beniamino Gigli (1925) e La signora Workman (1926). Nel 1936, abbandonò la Germania nazista per raggiungere in Brasile la madre e il fratello maggiore a San Paolo.
In Brasile si dedicò prevalentemente alla pittura espressionista in contrasto con l'astrattismo, come dimostrò nella serie San Giorgio e il drago, rappresentante della dicotomia tra il bene e il male, e della desiderata sconfitta del nazismo.
Il suo nobile ideale plastico-espressivo, di concentrata essenzialità è condensato nelle sue stesse parole: «voglio scolpire l'uomo non turbato dagli avvenimenti, in perfetto riposo mentale, in atteggiamento olimpico senza l'agitazione effimera dell'esistenza quotidiana; non è la sofferenza che eleva l'uomo, ma il modo di sopportarla».
Il suo classicismo, gracile e carico di senso umano, mostrato attraverso semplificazioni derivate anche dagli elementi cubistici, fu molto soggettivo e personale, come i suoi nudi efebici e i suoi pensosi ritratti, immagini di divinità decadute, già fuori di un perduto paradiso classicista.

## Opere

### Sculture
- Figura femminile accovacciata (1911);
- Figura femminile con le mani sui fianchi (1911);
- L'uomo che saluta;
- Karina-Ari (1922);
- Jack Dempsey (Staatsgalerie);
- Beniamino Gigli (1925);
- La signora Workman (1926);
- Camminatore (1927);
- Cariatidi;
- Donna che cammina.